# Vivian Kanner
Vivian Kanner (* 1970 in München) ist eine deutsche Sängerin und Schauspielerin.
Kanner begann als Regieassistentin und arbeitete danach als Schauspielerin. Sie war in Fernseh- und Kinoproduktionen zu sehen. 1999 gründete sie die Band "Gefilte Fish" und 2002 gemeinsam mit Sharon Brauner die Band "Jewels". Ihr Soloprogramm "Lebenslieder" hatte in Berlin Premiere.  Vivian Kanner lebt seit 2002 in Berlin. Seit 2010 arbeitet die Sängerin mit dem Pianisten und Komponisten Florian Fries zusammen.
Seit Januar 2012 gibt es die Vivian Kanner Show bei dem Internetradiosender kingFM.

## Filmografie
- 1999: Traumscheidung
- 1999: Frauen lügen besser
- 1999: Harte Jungs
- 2000: Finanzamt Mitte
- 2002: Knallharte Jungs
- 2003: Berlin Beshert
- 2003: Pumuckl und das Zirkusabenteuer
- 2006: The night Trotzky came to Diner
- 2007: Ungleiche Schwestern
- 2007: Kino Killer
- 2009: Zwillinge
- 2009: Shahada
- 2010: eMANNzipation
- 2010: Artisten
- 2010: Shahada